# Кристиан, Виктор
Виктор Кристиан (нем. Viktor Christian; 30 марта 1885, Вена, Австро-Венгрия — 28 мая 1963, Вена, Австрия) — немецкий этнограф, языковед, специалист по Ближнему Востоку, руководящий сотрудник Аненербе, штурмбаннфюрер СС.

## Биография

### Ранние годы. Становление академической карьеры
После окончания начальной школы в 1896—1904 гг. посещал гимназию в Вене. С 1904 г. изучал историю, географию и семитские языки (иврит, арабский, ассирийский, эфиопский, коптский) в Венском университете. Учился, в том числе, у знаменитого исследователя Бедржиха Грозного. Также изучал ассирийский и египетский языки, арабскую палеографию и этнографию в Берлинском университете. В июле 1910 г. защитил в Вене кандидатскую диссертацию на тему «Названия ассиро-вавилонских клинописных символов».
С января 1911 г. сотрудник этнографического отдела Музея естествознания в Вене. С 1912 г. адъюнкт-профессор Венского университета. В апреле-июне 1913 г. находится в научной командировке по сбору этнографических данных в Германии, в Лейпциге участвует в семинаре Ассирологического кабинета. С 1914 г. ассистент, затем приват-доцент семитских языков и клинописи на философском факультете университета, член Венского антропологического общества. В том же году совершает этнографическую поездку в Венецию.

### Первая мировая война
В 1915 г., будучи ранее забракованным, добился зачисления в действующую армию. В июле 1915-феврале 1916 гг. служил в Германнштадте. Участник Первой мировой войны, в феврале-июне 1916 г. находился на Восточном фронте, служил на Волыни, участвовал в прорыве под Луцком. В июне 1916 г. переведён на Палестинский фронт, в июле 1916-июле 1917 гг. служил в Сирии, затем был переведён в Стамбул. В ноябре 1917 г. женился на Маргарите Тильгнер. В браке родилось пятеро детей: два сына и три дочери.

### Научная деятельность в Австрии
В феврале 1919 года был демобилизован в чине обер-лейтенанта. Продолжил работу в качестве ассистента кафедры антропологии и этнографии; в апреле 1919 года получил должность адъюнкта-хранителя (Kustosadjunkt). В том же году перенял руководство этнографической коллекцией Музея естествознания (до 1924 г.). В 1920—1930 гг. — управляющий делами Антропологического общества, с 1929 года — его президент. В 1922 году он защитил докторскую диссертацию на тему «Исследования палеографии Ближнего Востока», с 1924 года — экстраординарный профессор. Почётный член Королевского антропологического института Великобритании. С 1930 года — ординарный профессор древнесемитской филологии и ориентальной археологии. Один из учеников в это время — Отто Рёсслер.
В 1932 году вступил в Национал-социалистический союз учителей и Союз борьбы за германскую культуру, организованный Альфредом Розенбергом. В мае 1933 года вступил в австрийскую НСДАП (автоматически выбыл из неё после её запрета). Был близок к Отечественному фронту, стал его членом в октябре 1935 года. В феврале 1933 года был назначен директором Австрийского Института ориенталистики.
В 1934 году по политическим причинам был временно отстранён от работы. После убийства канцлера Энгельберта Дольфуса против Кристиана было начато дисциплинарное преследование. В это же время ему начали поступать предложения заняться научной работой в Германии, которое прекращается только в начале 1936 года. В марте-июле 1935 года находился в исследовательской поездке по Палестине, Сирии и Ираку, где изучал древние гробницы и музейные экспозиции. В марте 1936 года возобновил работу на прежних должностях.

### Карьера при нацистах
После аншлюса 1938 г. карьера Кристиана пошла в гору. В этом же году он вступает в НСДАП и становится директором Института славянской филологии и славянских древностей в Вене, а также директором Института этнографии. В 1938—1943 гг. занимал пост декана философского факультета, в 1943—1945 гг. — проректора Венского университета. С 1 апреля 1939 г. глава учебно-исследовательского отдела Ближнего Востока Аненербе. В сентябре 1939 г. вошёл в Личный штаб рейхсфюрера СС. В годы Второй мировой войны совершал исследовательские поездки в Болгарию и Сербию.
10 апреля 1945 г., за три дня до взятия Вены советскими войсками, назначен ректором Венского университета (смещён заочно через 2 месяца).

### После войны
22 мая 1945 г. был арестован американцами по обвинению в сотрудничестве с нацистами, лишён всех занимаемых должностей и интернирован. В лагере вёл преподавательскую работу, сотрудничал с американскими оккупационными властями. В сентябре 1947 г. был освобождён, в апреле 1948 г. восстановлен в правах. На пенсии (920 шиллингов к 1952 г.) продолжал заниматься исследовательской работой, причем Кристиану был учтён стаж 1938—1945 гг. С 1956 г. почётный член Антропологического общества в Вене.
По поводу деятельности Кристиана существовали противоположные мнения: участник Сопротивления Карл Шуберт называл его «нацист-убийца», после войны о Кристиане сложилось мнение как о жертве обстоятельств.

## Награды
- Железный крест 2-го класса (1918)
- Крест за военные заслуги
- Турецкий «железный полумесяц» (Галлиполийская звезда) (1918)
- Королевский Орден за заслуги (Болгария) (1941)
- Кольцо «Мёртвая голова» (10.4.1943)

## Сочинения
- Die Herkunft der Sumerer. Graz : Böhlau, 1961.
- Beiträge zur sumerischen Grammatik. Wien : Rohrer in Komm., 1957.
- Untersuchungen zur Laut- und Formenlehre des Hebräischen. Wien : Rohrer in Komm., 1953.
- Bericht über eine archäologische Studienreise nach Vorderasien. Wien [I, Burgring 7] : Anthropol. Ges., 1936.